# راندال كينان
راندال كينان (بالإنجليزية: Randall Kenan)‏‏ (12 مارس 1963 في بروكلين - 28 أغسطس 2020) كاتب، وروائي، وكاتب سير من الولايات المتحدة.

## الجوائز
- زمالة غوغنهايم
- جائزة روما الأمريكية
- جائزة لامدا الأدبية

## روابط خارجية
- راندال كينان على موقع الموسوعة البريطانية (الإنجليزية)